# Harry Goodelman
Harry J. Goodelman (în idiș הערש גודלמאַן‏‎, transliterat Herș Godelman; n. 14 aprilie 1892, Otaci, raionul Ocnița, Republica Moldova – d. 8 august 1967, New York City, New York, SUA) a fost un evreu basarabean, poet, dramaturg, editor, traducător, satirist și artist american.

## Biografie
S-a născut în târgul Otaci (acum oraș din raionul Ocnița, Republica Moldova) din ținutul Soroca, gubernia Basarabia, Imperiul Rus, în familia poetului Joseph Goodelman (Iozef), care era directorul școlii rusești din localitate și Molke Fateles (în SUA – Mollie Goodelman). A studiat la școlile religioase și laice.
În 1905 a emigrat în Statele Unite împreună cu doi frați, Aaron șii Israel (Isrul-Morthe). A locuit la New York. Începând cu 1912 a lucrat ca ambalator la o fabrică de galanterie. Din 1929 a lucrat ca pictor.
A început să publice în 1907, debutând în poezie și proză în periodice idiș, în principal în ziarul Fraye arbeter stime („Vocea muncitorilor liberi”). Poveștile sale, feletonele, proza satirică au fost publicate în cotidianul Forverts („Înainte”), precum și în Warheit („Adevăr”), Nye Warheit („Adevăr nou”), Dos Nye Land („Țara nouă”), revistele satirice Kibetzer („Vorbăreț”), Der gazlen („Tâlhar”) și Kundes („Persoana răutăcioasă”), revistele și ziarele Velter literar („Lumea literară”), Gerekhtikeit („Justiție”), Miers vokhnblat („săptămânalul lui Miller”), Zeit („Timp”), Haynt („Astăzi”, Varșovia), Keneder id („ Evreu canadian”), Der teather-stern („Stea teatrală”), Teater-shpig („Oglindă teatrală”) și altele. A publicat piesele Di Mizinke („Fiica cea mică”, pusă în scenă în 1910 la New York) și Cherunene haloimes („Visele dispărute”).
În 1919 a fondat și devenit redactor al revistei Poezie, o revistă lunară dedicată poeziei contemporane și criticii literare, în jurul căreia s-a adunat grupul poetic modernist In zikh („în sine”). În 1924, a fondat și editat revista De berg shteme („Vocea munților”). În 1926-1927 a publicat și editat la New York revista Der Teatr-Stern („Vedetă de teatru”, două numere pe lună), dedicată teatrului idiș; în 1928 a fondat ziarul Unser Zeitung („Ziarul nostru”), fiind redactor-șef al acestuia.
Colecția sa de poezie intitulată Minut'n („Minute”) a fost publicată în 1923 la New York cu ilustrații pregătite de fratele său, Aaron. Traducerile sale de poezii ale poetului japonez Yone Noguchi au fost publicate ca o carte separată. A publicat atât sub propriul său nume, cât și sub numeroase pseudonime, printre care Huhem Otyk („înțelept din Atak”, Atak – Otaci), Hershele Dubrovner, Namledug, Ish Goodl, Paulina Brandrat, Rosa Barkin și Bessaraber („Basarabeanul”).
Ca artist, a expus lucrările sale în saloane de artă în anii 1928 și 1929. A murit în Bronx.